# Skeletocutis subvulgaris
Skeletocutis subvulgaris är en svampart som beskrevs av Y.C. Dai 1998. Skeletocutis subvulgaris ingår i släktet Skeletocutis och familjen Polyporaceae.   Inga underarter finns listade i Catalogue of Life.